# 줄 (독일)

줄 시의 문장

줄(독일어: Suhl)은 독일 동부 튀링겐주 남부, 튀링겐 숲지대에 있는 도시이다. 인구 41,861(2006).

## 역사
1318년 역사가 시작되며 1527년 도시의 특권을 인정받았다. 1815년 빈 회의 결과 작센 공작령에 둘러싸인 프로이센 왕국의 월경지가 되어 제 2차 세계대전 종료까지 계속되었다. 1945년 4월 3일 미군이 입성했으나, 7월 1일 소련군이 대신 들어왔다. 동서독 분단 후 동독의 튀링겐주에 속했으나, 1952년 튀링겐 주가 폐지되고 새로 형성된 줄 구의 구청 소재지가 되었다. 1990년 통일로 튀링겐 주가 부활하여 현재에 이른다.

## 산업
부근의 광물 자원을 이용한 금속 공업이 일어났다. 이후 줄은 여러 전쟁을 거치면서 금속 공업을 이용한 무기 제조업이 발달하여 독일의 무기 제조 중심지가 되었다. 이 곳에서 많은 총이 제조되었다.
동독 시절에도 세계 사격 선수권을 유치하고 세계적 수준의 동독 사격 선수들이 이 곳에서 훈련하는 등 계속 총의 중심지이자 사격의 중심지로 알려졌었다.

## 문화재

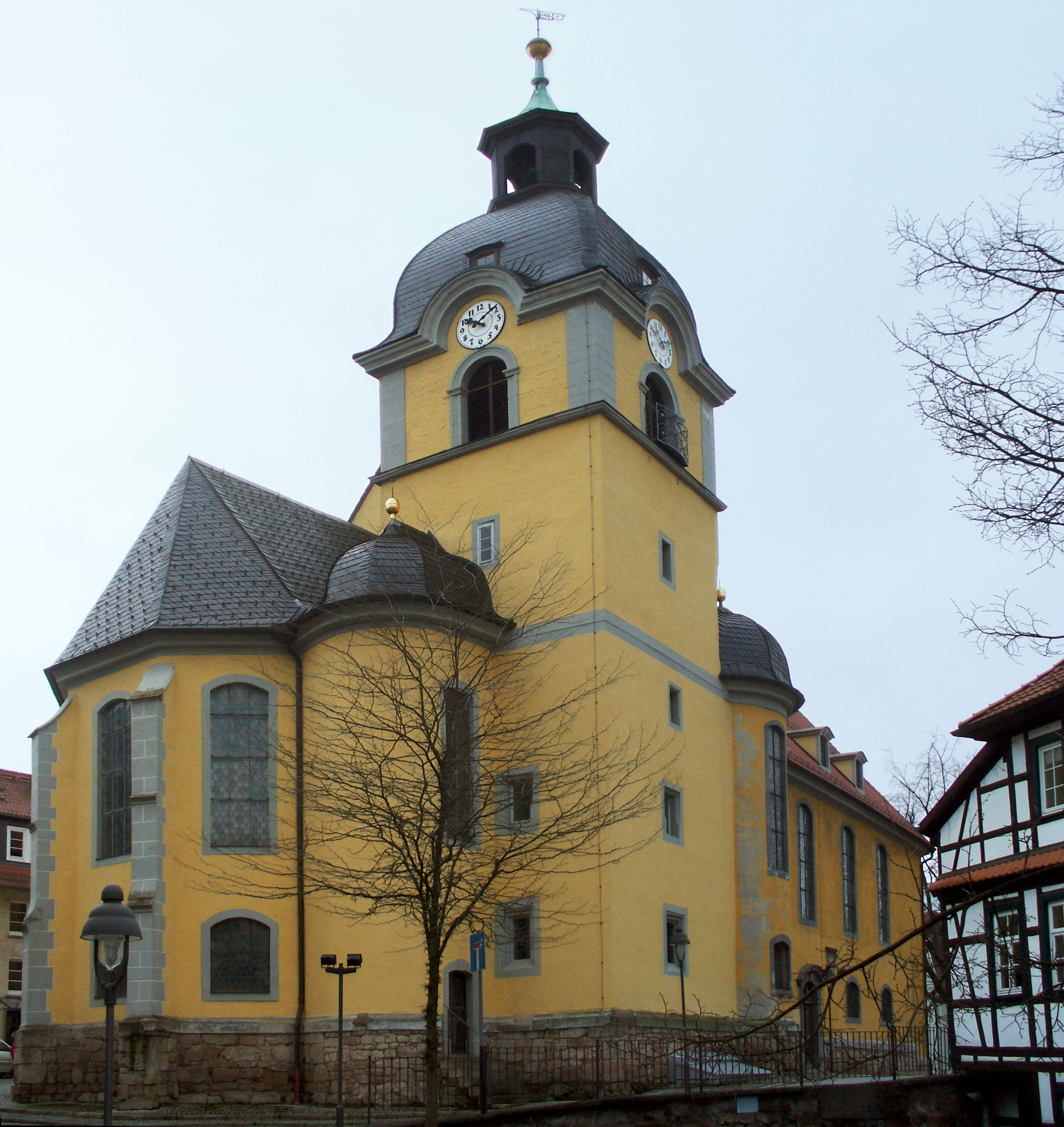
성 마리 교회는 1753년에서 1756년 사이에 지어진 후기 바로크 건축이다.
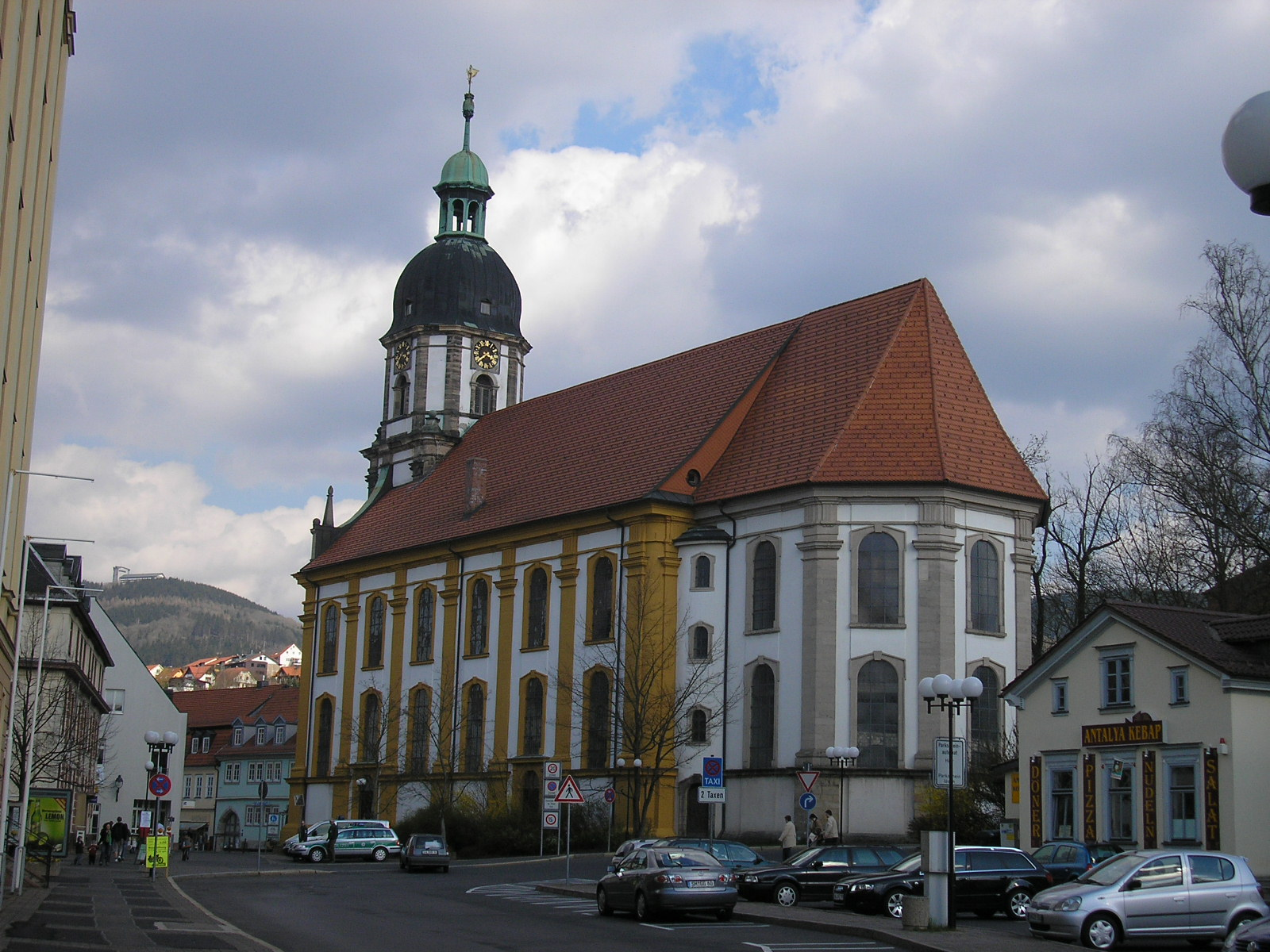
성십자가 교회는 1731년에서 1739년 사이에 지어진 바로크 건축이다.
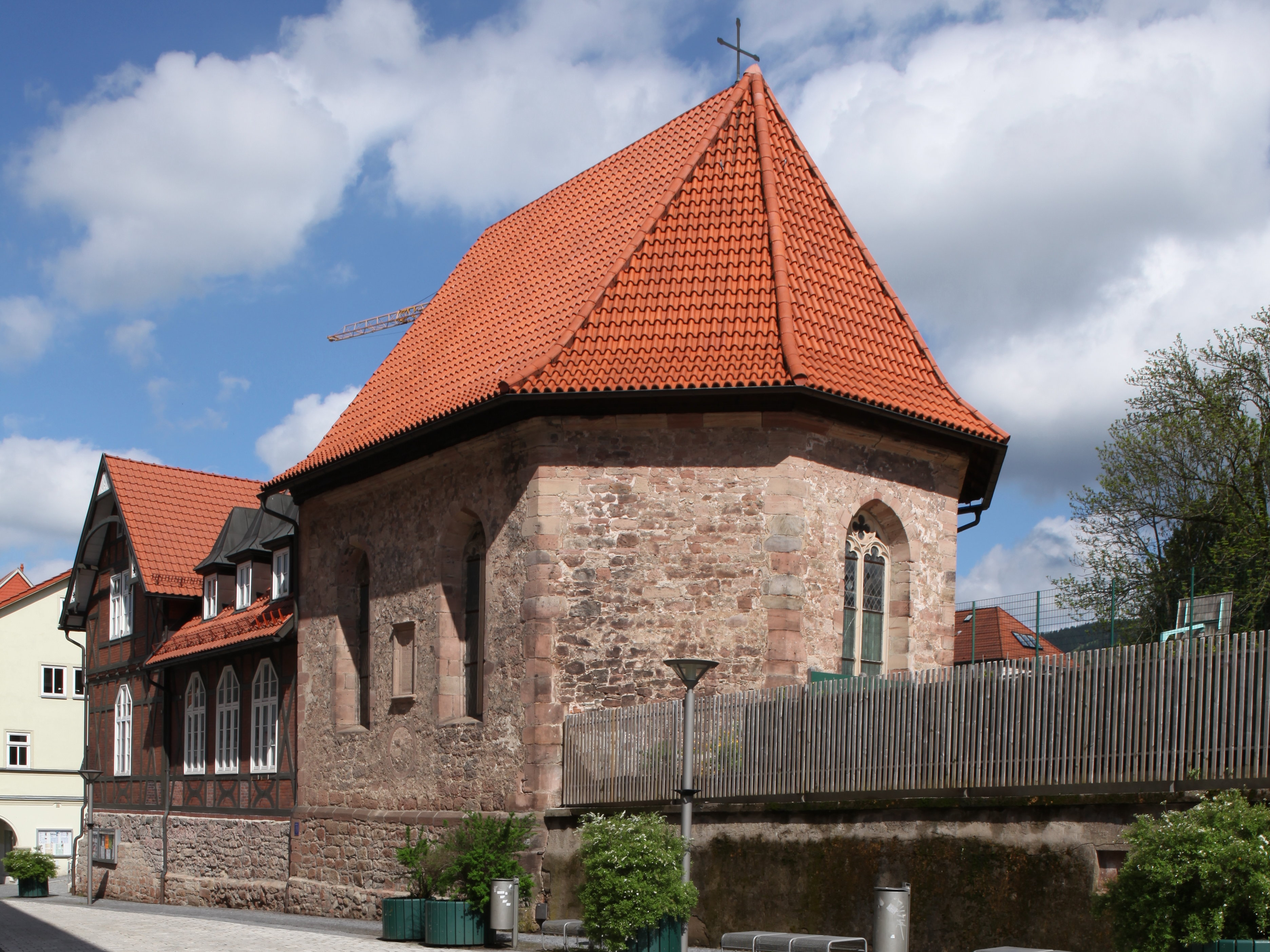
성십자가 예배당은 1618년에 지어진 고딕 건축이다.
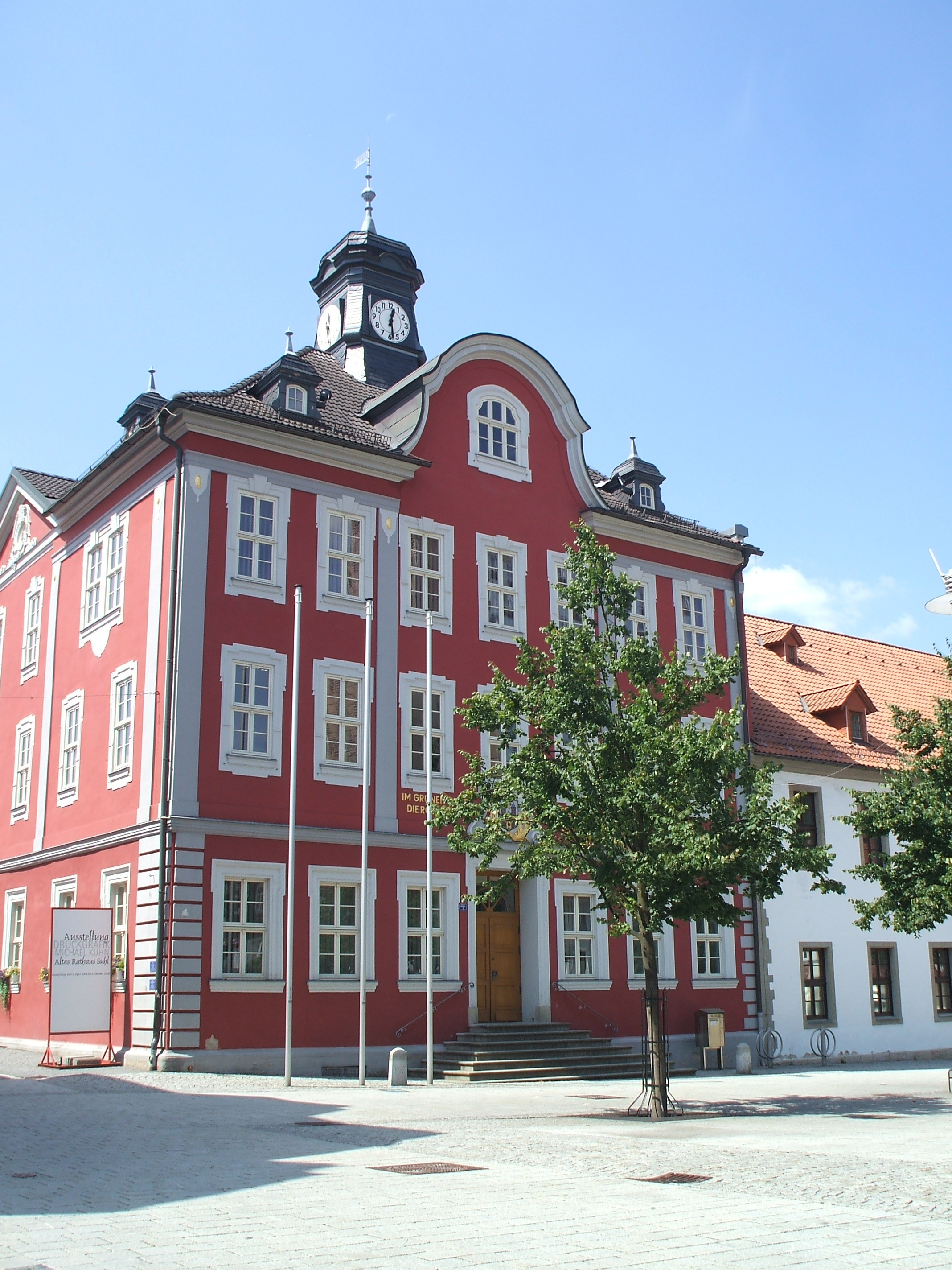
시청은 1812년에서 1817년 사이에 지어졌으며, 1913년에 보수한 바로크 건축이다.
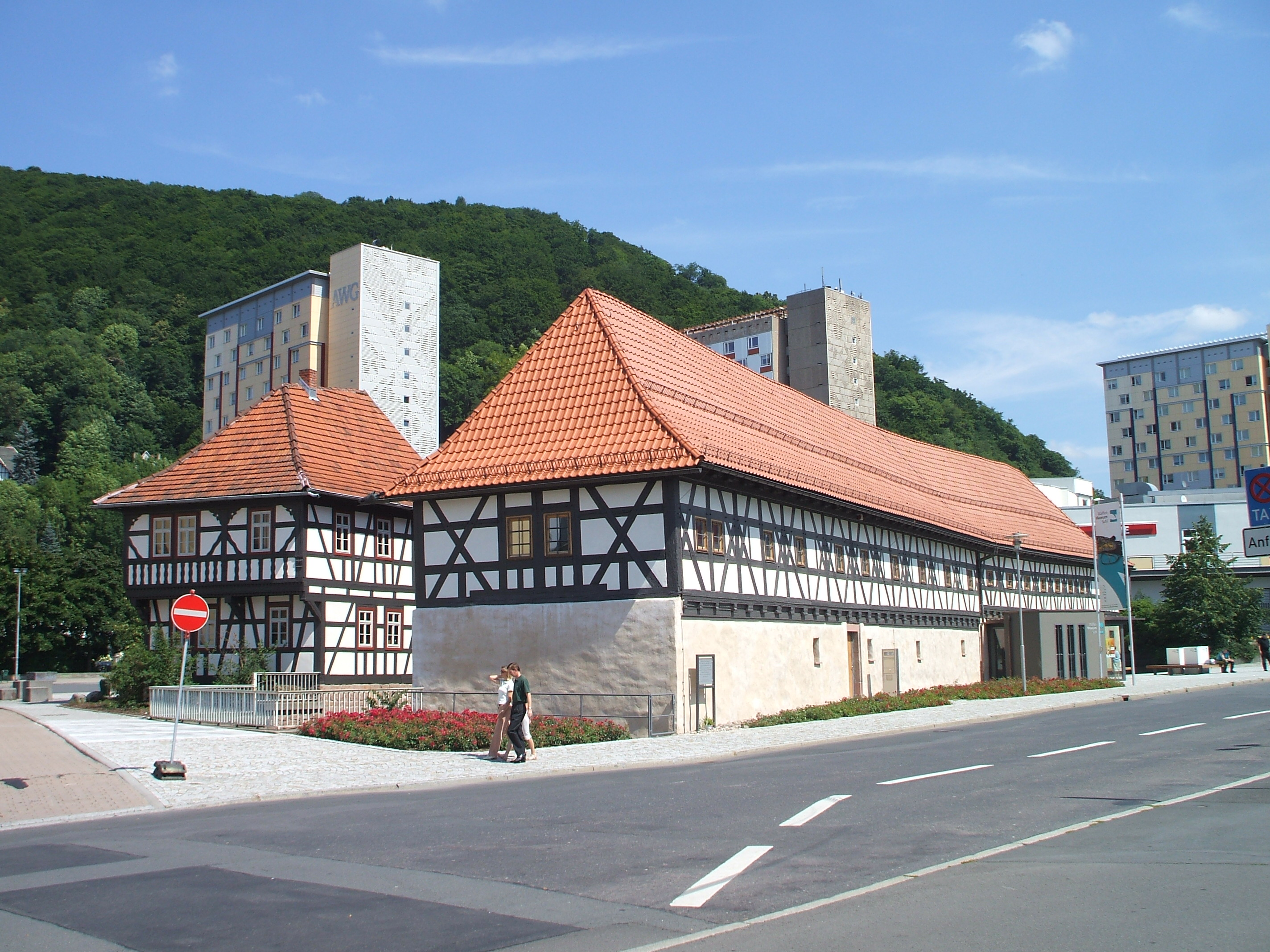
말츠하우스 저택은 1650년에 지어졌으며, 현재는 박물관으로 사용되고 있다.